# Sphaerodactylus argus
Sphaerodactylus argus är en ödleart som beskrevs av  Gosse 1850. Sphaerodactylus argus ingår i släktet Sphaerodactylus och familjen geckoödlor.

## Underarter
Arten delas in i följande underarter:
- S. a. andresensis
- S. a. argus